# Martin-Schwarzbach-Colloquium
Das Martin Schwarzbach-Colloquium ist eine jährlich stattfindende wissenschaftliche Vortragsreihe des Zentrums für Quartärforschung und Geoarchäologie (QSGA) der Universität zu Köln. Das Kolloquium wird seit 2007 anlässlich des 100. Geburtstags zu Ehren des berühmten deutschen Geowissenschaftlers Martin Schwarzbach abgehalten. Neben seiner Pioniertätigkeit in der Paläoklimatologie hat Martin Schwarzbach das Kölner Institut für Geologie nach dem Zweiten Weltkrieg zu einem der führenden Deutschlands aufgebaut und den Grundstein gelegt für das geowissenschaftliche Netzwerk in der Forschungsregion Aachen-Bonn-Köln/Jülich. Dem trägt das Martin Schwarzbach-Kolloquium Rechnung. 
Das Martin Schwarzbach Kolloquium zeichnet international führende Wissenschaftler aus den Geowissenschaften und benachbarten Disziplinen wie Paläoanthropologie und Archäologie aus. Es widmet sich jährlich wechselnd, aktuellen wissenschaftlichen Schwerpunktthemen, wie Klimamodellierungen (2019), den Ausbreitungswegen des Anatomisch Modernen Menschen (2021 und 2023) oder dem Paläoklima in der Levante (2018).

## Liste der Vorträge
2007:
- Chronis Tzedakis: Middle and late Pleistocene Mediterranean environments
- Phil Gibbard: Pleistocene events and early human occupation in northern Europe
- Irka Hajdas: Radiocarbon dating method: new developments and perspectives
- Ulrich Cubasch: Modelling Late Pleistocene paleoclimate
- Winfried Henke: Paleoanthropology – current issues and future challenges

2008:
- Chris Stringer: Out of Africa – on the African origin of modern humans
- Jean-Jacques Hublin: Modern Humans replace Neandertals

2009:
- Ulrich Harms: Das internationale kontinentale Bohrprogramm und seine Bedeutung für die Quartärforschung
- Flavio Anselmetti: Klima, Umwelt und Mayas – Die spätquartäre Geschichte der Yucatan Halbinsel anhand der ICDP-Bohrung Peten Itza

2010:
- Martin Traut: Wechselhafte Kinderstube des Menschen: Klima, Tektonik und Evolution in Ostafrika
- Helmut Brückner: Studien zur Paläogeographie und Geoarchäologie im östlichen Mittelmeergebiet, im Schwarzmeerraum und im Orient

2011:
- Peter deMenocal: Environmental context of early human evolution: African climate change over the last 5 Million years
- Craig Feibel: Lacustrine archives of environmental dynamics in East Africa: basinal response to climate, tectonics and volcanism

2012:
- Martin Claußen: Abrupt or not abrupt – new interpretation of the termination of the African Humid Period
- Frank Sirocco: MIS 3 pollen and palaeobotanical macroremains in several sediments cores from Eifel Maar Lakes

2013:
- Friedemann Schrenk: Climate change and early hominin biocultural evolution
- Nick Barton: Climate change and cultural transitions over the last 160.000 years in NW Africa

2014:
- Moti Stein: Aridity cycles in the Levant and Dead Sea dry-down during the last interglacial period
- Thomas Litt, Frank Lehmkuhl und Jürgen Richter: The Middle East at the time of Modern Man’s passage: a report from CRC 806 ‘Our way to Europe’

2015:
- Matt Grove: Palaeoclimate variability and human evolution: speciation, extinction, and dispersal
- John Kingston: Exploring early hominin evolution – environment interaction using agent-based modeling

2016:
- Rick Potts: The Environmental Dynamics of Human Evolution
- Mark Maslin: The Cradle of Humanity: How the changing landscape of Africa made us smart

2017:
- Thomas Litt: Van-See – 600.000 Jahre Klimageschichte der Türkei
- Michael Staubwasser: Der Einfluss von Klimaereignissen beim Übergang des Neandertalers zum modernen Menschen in Europa
- Olaf Bubenzer und Karin Kindermann: Die Ostwüste Ägyptens: Station des modernen Menschen auf dem Weg nach Europa?
- Jürgen Richter: Prähistorische Migrationen: Der Weg der Menschen von Afrika in die Mitte Europas
- Gerd-Christian Weniger: Einblicke in die neue Wanderausstellung 2 Millionen Jahre Migration

2018:
- Thomas Litt: The Southern Levant: Corridor or Barrier During the Dispersal of Modern Humans
- Michael Petraglia: Palaeoenvironmental Change and Human Occupation History at the Cross-roads of Continents

2019:
- Sharon Nicholson: An overview of the drivers of African climate: dispelling the myths and creating a revisionist view
- Uwe Mikolajewicz: Simulating the last glacial and the deglaciation with a comprehensive climate model

2020:
- Das Martin-Schwarzbach-Colloquium fiel aufgrund der Covid-19-Pandemie aus.

2021:
- Katerina Harvati-Papatheodorou: The Apidima fossil humans and the role of South-East Europe in Human evolution
- Yohannes Haile-Selassie: Shaking the Human Family Tree: Recent fossil discoveries from Woranso-Mille, Afar region, Ethiopia

2022:
- Jürgen Richter: 10 facts about the dispersal of Homo sapiens
- Podiumsdiskussion über die Ergebnisse des CRC-806-Forschungscenters Our Way to Europe (2009–2021)

2023:
- Eleanor Scerri: Demography, migration and niche expansion among early Homo sapiens